# Sous-réalisme
Under Realism
Le sous-réalisme (Under Realism) est un mouvement artistique du XXIe siècle, comprenant des procédés de création et d’expression essentiellement figuratifs, à commencer par la peinture et le dessin. Il se caractérise par une volonté d’impact visuel, et vise à provoquer de puissantes émotions.
Les artistes s’opposent expressément à la « conceptualisation » de la peinture contemporaine et à l’art institutionnel. Pour les sous-réalistes, l’image doit primer l’idée, et non l’inverse. 
En 2012, les initiateurs du mouvement le définissent dans un manifeste.

## Histoire
En 2010, Kosta Kulundzic, Stéphane Pencréac'h et Vuk Vidor se rencontrent à la galerie Magda Danysz, à Paris, lors d’une séance de speed-painting (exercice durant lequel les artistes bénéficient de 90 minutes pour peindre un tableau). Ensemble, ils décident d’organiser une série d’expositions à travers le monde, regroupant plusieurs artistes mus par une même vision de l’art. Deux expositions ont lieu en 2012, la première année, à Paris et à Belgrade, en Serbie. Ils s’opposent à la mode des installations et au design alors en vogue.
Deux des membres, Florence Obrecht et Axel Pahlavi, regrettent que les mots « narration » et « illustration » soient bannis de l’École nationale supérieure des beaux-arts de Paris, dont tous deux sont diplômés.

Plusieurs expositions collectives sont alors organisées à partir de 2012, principalement en Serbie (2012), en France (2012, 2013, 2015, 2018), en Croatie (2013), en Chine (2014), en Suisse (2014) et en Allemagne (2016). Un reportage de la chaîne de télévision Arte insiste sur le caractère transnational du mouvement : 

« Et si la peinture reprenait du poil du pinceau ? Pour les artistes de l’under realism, c’est certain, le figuratif n’a pas dit son dernier mot. Ils sont Suisses, Bulgares, Iraniens ou Français et font entrer la peinture dans une nouvelle dimension. »

Les artistes, qui ont mûri avec la musique rock, sont mus par une volonté d’effectuer de la peinture anti-décorative, et promeuvent l’idée que l’art doit faire face au monde.
En 2023, l'exposition intitulée « Immortelle. La vitalité de la jeune peinture figurative française », conçue par Numa Hambursin et Amélie Adamo, présente au MO.CO. de Montpellier un grand nombre de ces artistes (notamment Florence Obrecht et Axel Pahlavi, Gaël Davrinche, Oda Jaune, Simon Pasieka, Stéphane Pencréac'h, Nazanin Pouyandeh, Léopold Rabus et Till Rabus, ou encore Raphaëlle Ricol).

## Étymologie et usages
L’expression « sous-réalisme » se veut comme un pied de nez au mouvement surréaliste, théorisé par André Breton dans son Manifeste du surréalisme en 1924. Les surréalistes valorisent la création individuelle, tandis que les sous-réalistes entendent vivre leur condition artistique, ils expriment le collectif. Aussi lorsque Florence Obrecht et Axel Pahlavi, qui se revendiquent « sous-réalistes », organisent une exposition collective, ils ne cherchent pas à montrer leurs identités respectives, mais plutôt le produit de leur collaboration.
D’autres artistes revendiquent la paternité de l’expression « sous-réalisme », dans le cadre d’une opposition binaire vis-à-vis du surréalisme. C’est le cas de l’artiste Juan Miguel Llaona, ainsi que des écrivains comme David Foenkinos, François Beaune,, ou Nando Michaud.
L’expression peut être employée avec une connotation péjorative, par exemple lorsque le peintre Alain Clément l’utilise pour critiquer les canons de la peinture américaine. De même, Roger Chabaud estime que la télévision rend le cinéma victime d’un « sous-réalisme sordide ».

Le peintre McLeod estime, quant à lui : 

« On vit dans une réalité qui n’est pas à la hauteur des fantasmes véhiculés par la télévision. C’est comme une réalité par procuration. Le réalisme qu’on vit est un sous-réalisme ! »

## Liste d’artistes sous-réalistes
| Artiste               | Année de naissance | Nationalité                  | Membre fondateur |
| --------------------- | ------------------ | ---------------------------- | ---------------- |
| Markus Åkesson        | 1975               | Suédoise                     | ✘                |
| Elizabeth Czerczuk    |                    | Polonaise                    | ✘                |
| Gaël Davrinche        | 1971               | Française                    | ✘                |
| Michel Gouéry         | 1959               | Française                    | ✘                |
| Natacha Ivanova       | 1975               | Russe                        | ✘                |
| Jung-Yeun Jang        | 1968               | Sud-Coréenne                 | ✘                |
| Oda Jaune             | 1979               | Bulgare                      | ✘                |
| Kosta Kulundzic       | 1972               | Américaine, Française, Serbe | ✔                |
| Mike MacKeldey        | 1973               | Allemande                    | ✘                |
| Marlène Mocquet       | 1979               | Française                    | ✘                |
| Mihael Milunović (en) | 1967               | Serbe, Française, Croate     | ✘                |
| Djordje Ozbolt        | 1967               | Serbe                        | ✘                |
| Axel Pahlavi          | 1975               | Iranienne                    | ✘                |
| Simon Pasieka         | 1967               | Allemande                    | ✘                |
| Stéphane Pencréac'h   | 1970               | Française                    | ✔                |
| Nazanin Pouyandeh     | 1981               | Iranienne                    | ✘                |
| Léopold Rabus         | 1977               | Suisse                       | ✘                |
| Till Rabus            | 1975               | Suisse                       | ✘                |
| Raphaëlle Ricol       | 1974               | Française                    | ✘                |
| Marko Velk            | 1969               | Française, Serbe             | ✘                |
| Vuk Vidor             | 1965               | Française, Serbe             | ✔                |
| Davor Vrankic         | 1965               | Croate                       | ✘                |

#### Généralités, expositions
- Under realism. Sous réalisme. Podrealizam, Paris, Centre culturel de Serbie, 2012, 64 p. (OCLC 904543229).
- Richard Leydier, Philippe Dagen et Marie Maertens, et al., La belle peinture est derrière nous, Nantes, Le Lieu unique, 2012 (ISBN 978-2-9514932-8-5).
- Frédéric Léglise et Judicaël Lavrador, Who’s afraid of picture(s)? Le peintre et l’image, une liaison scandaleuse, Lyon, Fage éditions, 2015, 59 p. (OCLC 950234166).
- (se) Nikola Dedić, Marijana Kolarić et Laurel McLaughlin, SEE Art Gates. Stanja Stvarnosti, Pančevo, Kulturni Centar Pančeva, 2016 (ISBN 9788687103634).
- Numa Hambursin et Amélie Adamo, Immortelle. La vitalité de la jeune peinture figurative française, Milan, SilvanaEditoriale, 2023 (ISBN 9-788836654062). Catalogue de l'exposition.

#### Artistes
- Richard Leydier, Isabelle Sobelman et Clémentine Vermont, Stéphane Pencréac'h : peinture etc., Paris, Editions de la Différence, 2002, 95 p. (ISBN 9782729114008).
- Frédéric Bouglé et Deborah Zafman, Pencréac'h : le jugement dernier, Thiers, Centre d’art contemporain du Creux de l’enfer, 2004, 179 p. (ISBN 9782914307093).
- Philippe Dagen, Stéphane Pencréac’h, Paris, Galerie Anne de Villepoix, 2005, 47 p. (OCLC 863132569).
- Philippe Piguet, Gaël Davrinche : expositions, Soissons, éditions du Musée de Soissons, 2006, 112 p. (ISBN 9782913705166).
- Kosta Kulundzic, Ma religion, Montreuil, Burozoïque, 2007 (ISBN 9782917130001).
- Nicolas Ledoux et Richard Leydier, Gaël Davrinche. Défigure(s), Paris, Art Book Magazine, 2013, 230 p. (ISBN 9782821600560)
- Géraldine Bloch, Claude Mollard et Richard Leydier, Stéphane Pencréac'h : œuvres monumentales, Paris, Institut du monde arabe, 2015, 102 p. (ISBN 9782960169409).
- (se) Fanny Giniès, Markus Åkesson : paintings, Borgholm, Kamras & Kamras, 2015 (ISBN 9198265105).